# Arthur Galston
Arthur W. Galston (Nueva York, Estados Unidos, 21 de abril de 1920 - Hamden, Connecticut, Estados Unidos, 15 de junio de 2008) fue un fisiólogo vegetal estadounidense, recordado por descubrir y describir el ácido 2,3,5-triyodobenzoico. Su investigación inspiró a que el ejército de los Estados Unidos siga la línea de desarrollo de armas herbicidas que les llevó a producir el agente naranja, en el marco de la operación operación Downfall.
Como biólogo de plantas, Galston estudió las hormonas vegetales y los efectos de la luz en el desarrollo de las plantas, en particular el fototropismo. Identificó a la riboflavina y otras flavinas como proteínas fotorreceptoras que participaban en los mecanismos de fototropismo.
Como estudiante de posgrado, en 1943, Galston estudió el uso de ácido 2,3,5-triyodobenzoico (TIBA) para estimular la floración de la soya y notó que niveles altos tenían un efecto defoliante. Su investigación inspiró a que el ejército de los Estados Unidos siga la línea de desarrollo de armas herbicidas que les llevó a producir el agente naranja.
En ocasiones se confunde a Galton como inventor del agente naranja, él no inventó ninguno de sus compuestos, pero descubrió la propiedad que será aprovechada durante la guerra de Vietnam.

## Temprana edad y educación
Galston era el hijo menor de Hyman y Freda Galston. Creció en una familia judía en Brooklyn, empobrecida durante la Gran Depresión. Deseaba ser médico, pero no podía pagar la escuela de medicina. Por eso, Galston se matriculó en un statutory college, Colegio Agrícola de Cornell, que era gratuito para los ciudadanos del estado de Nueva York. Por esos tiempos, tocaba el saxofón en bandas de jazz y swing para ganarse la vida.
La intención original de Galston era asistir a la Escuela de Veterinaria de Cornell después de su primer año. Sin embargo, bajo la influencia del profesor de botánica Loren C. Petry, le encantó la botánica, rechazó la carta de aceptación de la Escuela de Veterinaria de Cornell y obtuvo una licenciatura en botánica de Cornell en 1940.
La Universidad de Illinois le ofreció a Galston una ayudantía docente para trabajos de posgrado, por lo que se fue a Champaign-Urbana para estudiar botánica y bioquímica. Trabajó con el fisiólogo de plantas Harry J. Fuller y el botánico Oswald Tippo. Fuller, aunque nominalmente su asesor, fue enviado a América del Sur para realizar investigaciones relacionadas con la guerra y no estuvo disponible la mayor parte del tiempo. Galston completó su M.Sc. en 1942 y su Ph.D. en 1943. Era un requisito en tiempos de guerra que el doctorado se completara en tres años.
Su tesis de doctorado fue Fisiología de la floración, con especial referencia a la iniciación floral en la soja (1943). En este estudio, buscaba un medio químico para hacer que la soja florezca y dé frutos antes, de modo que puedan madurar antes del final de la temporada de crecimiento. Descubrió que el ácido 2,3,5-triyodobenzoico (TIBA) acelera la floración de la soja. También señaló que en concentraciones más altas defolia a las semillas de soja al hacer que liberen etileno.

## Servicio de guerra
Durante la Segunda Guerra Mundial, el Ejército Imperial Japonés capturó la mayor parte de las plantaciones de caucho del mundo en la Malaya británica, lo que provocó una escasez de caucho natural para los ejércitos aliados. El caucho natural procedía del árbol del caucho, Hevea brasiliensis, un nativo de América del Sur que se cultivaba comercialmente en el sudeste asiático. El gobierno de los Estados Unidos estableció un programa de investigación para desarrollar caucho sintético y también alentó la investigación de alternativas botánicas. El guayule, cuya savia podía utilizarse para producir látex, se consideró un posible sustituto del caucho.
Galston fue recomendado a James F. Bonner por HE Carter, y pasó un año trabajando con Bonner en Caltech en Pasadena, California, para desarrollar neumáticos de caucho a partir de guayule. A fines de 1944, EE. UU. había logrado el éxito con el caucho sintético a base de petróleo y disminuyó el interés en la investigación del guayule.
En julio de 1944, Galston fue reclutado por la Marina de los EE. UU. como soldado raso. En última instancia, se desempeñó como oficial de Recursos Naturales en el Gobierno Militar Naval en Okinawa hasta su baja en 1946.

## Biología vegetal
Después de un año como instructor en la Universidad de Yale en 1946-1947, Galston regresó al Instituto de Tecnología de California para trabajar junto a James Bonner quien era el investigador principal. Mientras estaba en Caltech, Galston hizo un descubrimiento importante. Identificó a la riboflavina como un fotorreceptor involucrado en la flexión de las plantas hacia la luz. Esto anuló la creencia común de que el caroteno era el fotorreceptor implicado en el fototropismo.
En 1950, Galston aceptó una beca Guggenheim para pasar un año trabajando con Hugo Theorell en el Instituto Karolinska en Estocolmo, Suecia. A su regreso a Caltech en 1951, Galston se convirtió en profesor asociado. Sus seguidores incluyeron a Bonner y Frits Warmolt Went, ambos investigadores senior de biología vegetal en Caltech. Co-enseñó clases de biología con George Beadle, quien entonces era presidente del departamento de biología.
En 1955, Oswald Tippo, presidente del departamento de botánica, le ofreció a Galston una cátedra completa en la Universidad de Yale. Galston aceptó la oferta y enseñó en Yale desde 1955 en adelante.
En Yale, Galston continuó investigando en las áreas de fisiología de auxinas, fotobiología, hormonas vegetales, protoplastos y poliaminas. Utilizando medidas microespectrofotométricas, fue el primer investigador en reportar que los fitocromos se localizaban en los núcleos de las plantas, resultado que se confirmaría mediante técnicas moleculares más de 30 años después.
En Yale, Galston dedicaba cada vez más tiempo a funciones administrativas. Se desempeñó como presidente de los Departamentos de Botánica y Biología, el Comité del Curso de Estudios de toda la universidad y el Comité de Enseñanza y Aprendizaje. También fue director de la División de Ciencias Biológicas. Después de la jubilación obligatoria del departamento de biología en 1990, se convirtió en Profesor Emérito de Eaton en el Departamento de Biología Molecular, Celular y del Desarrollo, así como en profesor emérito en la Escuela de Estudios Forestales y Ambientales. Continuó dando conferencias y escribiendo después de su retiro, en su segunda carrera como bioeticista. Fue presidente de la Sociedad Botánica de América y de la Sociedad Americana de Fisiólogos de Plantas (1962-1963).
Galston supervisó 24 Ph.D. y 67 estudiantes posdoctorales de todo el mundo. Fue autor de más de 320 artículos y varios libros sobre fisiología vegetal, además de coeditar dos libros sobre bioética.

## Bioética

Ácido 2,3,5-triyodobenzoico

En 1951, los investigadores de guerra biológica de Fort Detrick, Maryland, comenzaron a investigar los defoliantes. Eventualmente, produjeron el defoliante tóxico Agente Naranja usado por la Fuerza Aérea Británica durante la Emergencia Malaya y la Fuerza Aérea de EE. UU. durante la Guerra de Vietnam.
Galston quedó profundamente afectado por el desarrollo en el uso de defoliantes, en especial por su uso durante la guerra de Vietnam.
El gobierno de los Estados Unidos argumentaba que  herbicidas como el Agente Naranja no calificaban como armas químicas, había muchos que calificaban al agente naranja como arma química. Galston afirmó que su uso era una violación de la Resolución de las Naciones Unidas del 5 de diciembre de 1966[cita requerida] contra el uso en tiempos de guerra de “gases asfixiantes, venenosos o de otro tipo”. y “líquidos, materiales o dispositivos análogos”. Fue claro sobre el impacto devastador de su uso en el medio ambiente y advirtió sobre la probabilidad de que fueran dañinos para los animales y los humanos, así como para las plantas. Galston visitó Vietnam y China y vio de primera mano el daño ambiental en Vietnam.
A partir de 1965, Galston presionó tanto a sus colegas científicos como al gobierno para que dejaran de usar el Agente Naranja. Galston y el genetista estadounidense Matthew S. Meselson apelaron al Departamento de Defensa de los Estados Unidos para investigar la toxicología humana del Agente Naranja. La investigación realizada por el Departamento de Defensa condujo al siguiente descubrimiento: el Agente Naranja causa defectos de nacimiento en ratas de laboratorio. En 1971, esta información llevó al presidente de los Estados Unidos, Richard M. Nixon, a prohibir el uso de la sustancia. Investigaciones posteriores demostraron que el Agente Naranja contenía altos niveles de dioxinas teratogénicas.
Con Ethan Signer del MIT, Galston fue uno de los dos primeros científicos estadounidenses invitados a visitar la República Popular China. En 1971, conoció a Zhou Enlai, entonces Primer Ministro, así como al Rey Norodom Sihanouk de Camboya, quien entonces residía en Shanghai. La visita fue reportada en The New York Times. Las experiencias de Galston en sus visitas a China lo llevaron a escribir La vida cotidiana en la China popular (1973).
Galston enseñó bioética a estudiantes universitarios de Yale desde 1977 hasta 2004. En 2003-2004, su curso de introducción a la bioética atrajo a 460 estudiantes, lo que lo convirtió en uno de los cursos más populares de Yale College. Después de jubilarse como biólogo en 1990, se afilió a la Institución de Estudios Sociales y Políticos de Yale, donde ayudó a fundar el Centro Interdisciplinario de Bioética.
Galston también cofundó el National Senior Conservation Corps (Grey is Green), una organización sin fines de lucro dedicada a ayudar a los estadounidenses mayores a llevar vidas más sostenibles.
En 1966, Galston nominó a Duke Ellington para recibir un doctorado honorario de Yale. La nominación tuvo éxito. Duke recibió el honor en 1967, pero Galston no pudo asistir y no lo conoció hasta 1972.
Arthur Galston murió de insuficiencia cardíaca congestiva el 15 de junio de 2008 en Hamden, Connecticut.

## Familia
En 1942, Galston se casó con Dale Judith Kuntz, a quien había conocido en la Universidad de Cornell. Tuvo dos hijos: William Arthur Galston y Beth Galston.

## Premios y honores
- Becario Guggenheim en Suecia, Francia e Inglaterra, otorgado en 1946, reclamado 1950-51[30]
- Becario Fulbright en Australia, 1960-61[31]
- Miembro de la Fundación Nacional de Ciencias en Inglaterra, 1967-68[11]
- premio al mérito de la Sociedad Botánica de América, 1969[32]
- Investigador visitante nacional Phi Beta Kappa, 1972-73[33]
- premio de la Academia de Ciencias de Nueva York, 1979[32]
- miembro de la Academia Estadounidense de las Artes y las Ciencias, 1979[34]
- LL. D. (Legum Doctor) , Universidad de Iona, 1980[11]
- LL. D., Universidad Hebrea, Jerusalén, 1992[11]
- Medalla William Clyde DeVane por enseñanza y becas de por vida, 1994[35][11]
- Premio al Logro de Alumnos, U. Illinois College of LAS en 2004[16][36]
- Reconocido como miembro pionero de la Sociedad Americana de Biólogos de Plantas.[37]

## Libros
- Galston, Arthur W.; Bonner, James C. (1952). Principles of Plant Physiology. San Francisco and London: W. H. Freeman & Co. Ltd., reprinted 1959.
- Galston, Arthur W.; Davies, Peter J.; Satter, Ruth L. (1961). The life of the green plant. Englewood Cliffs, N.J.: Prentice-Hall., reprinted 1964, 1968 (as The green plant), 1980, 1990, 1994, 1998.
- Galston, Arthur W.; Davies, Peter J. (1970). Control mechanisms in plant development. Englewood Cliffs N.J: Prentice-Hall. ISBN 9780131718012.
- Galston, Arthur W.; Savage, Jean S. (1973). Daily life in people's China. New York: Crowell. ISBN 9780690231403.; reprinted as Galston, Arthur W. (1981). Green wisdom. New York: Basic Books. ISBN 978-0465027125.
- Galston; Smith, eds. (1985). Polyamines in plants. Dordrecht, Netherlands: M. Nijhoff/W. Junk. ISBN 9789024732456.
- Galston, Arthur W. (1994). Life processes of plants. New York: Scientific American Library. ISBN 978-0716750444.
- Galston; Shurr, eds. (2001). New Dimensions in Bioethics Science, Ethics and the Formulation of Public Policy. Boston, MA: Springer US. ISBN 978-1-4615-1591-3.
- Galston, Arthur W. (2005). Expanding Horizons in Bioethics. New York: Springer. ISBN 978-1402030611.